# Michele Carcano

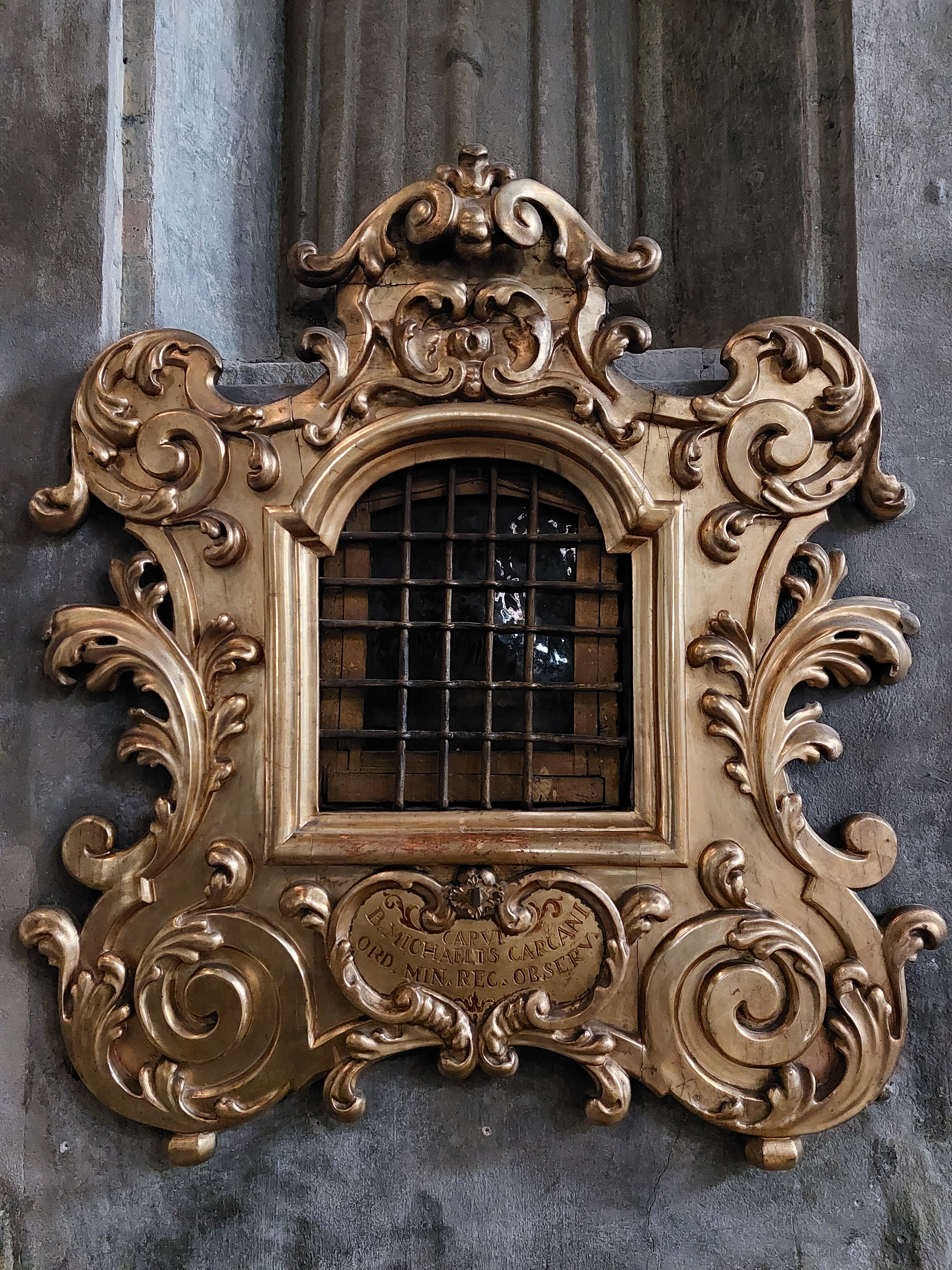
La fornícula on es guardà el cap del beat Carcano, a l'església de Sant Francesc de Lodi.

Michele Carcano (Lomazzo, 1427 - Lodi, 20 de març de 1484) fou un capellà italià, creador del Mont de pietat amb Bernardí de Feltre. Els seus sermons es van imprimir l'any 1492 sota el títol Sermones quadragesimales fratris Michaelis de Mediolano de decem preceptis.
És venerat com a beat per l'Església Catòlica. El seu cap es conserva ara en una fornícula barrada a l'església de Sant Francesc a Lodi, prop de la capella d'Antonio-Maria Zaccaria. Les altres relíquies es conserven al santuari d'Antoni de Pàdua a Milà. El culte ab immemorabili va ser confirmat pel papa Pius X el 9 d'octubre de 1912.